# Streblognathus
Streblognathus (лат. , от др.-греч. στρεβλός γνάθος «кривые челюсти») — род муравьёв трибы Ponerini семейства Ponerinae. Считался монотипным до ревизии 2002 года, когда был описан второй вид.

## Социальное поведение
Морфологически обособленных каст маток и рабочих нет. Рабочие особи являются самками, которые остаются бесплодными, но, в частности, вмешиваются в процесс своевременной замены репродуктивных самок.